# October
October är U2:s andra studioalbum. Det gavs ut 20 oktober 1981, på dagen ett år efter Boy.
October anses av många som U2:s svagaste album. Bandet hade turnerat flitigt och efter en konsert i mars 1981 i Portland stals en portfölj innehållande låttexter till det kommande albumet. Man hade då redan bokat tid i studion och därför är vissa texter något improviserade. Texterna som stals återlämnades inte förrän 2004.
Det är ett album med starka religiösa undertoner, särskilt i "Gloria" och i "With a Shout (Jerusalem)". Vid den här tiden funderade Bono, The Edge och Larry Mullen Jr mycket kring religiösa frågor. Adam Clayton, som inte är troende, kände sig ganska utanför och det påstås att bandet var nära en splittring. U2 använde sig av andra instrument än tidigare på flera låtar, som piano i "I Fall Down" och "October", medan "Tomorrow" har inslag av Uilleann pipe.
"Gloria" spelades live regelbundet under 1980-talet, men bara en låt från albumet, titelspåret "October", togs med på samlingsalbumet The Best of 1980-1990 (som dolt spår).

## Låtlista
All musik skriven av U2, texter av Bono.
1. "Gloria" - 4:12
2. "I Fall Down" - 3:39
3. "I Threw a Brick Through a Window" - 4:54
4. "Rejoice" - 3:38
5. "Fire" - 3:50
6. "Tomorrow" - 4:39
7. "October" - 2:20
8. "With a Shout" - 4:02
9. "Stranger in a Strange Land" - 3:57
10. "Scarlet" - 2:52
11. "Is That All?" - 2:59